# میناس تیریث
در رشته‌افسانه‌های تالکین، میناس تیریث (‎/ˈmɪnəs ˈtɪrɪθ/‎) با نام اصلی میناس آنور، پایتخت فرمانروایی جنوبی نومه‌نور و جایگاه خاندان آناریون بود که در دوران دوم تأسیس شده و در این دوران و دوران سوم نقش کلیدی در دفع حملات موردور و استرلینگ‌ها داشت. محاصره گاندور در زمان نبرد آخرین اتحاد الف‌ها و انسان‌ها در دوران دوم و نبرد دشت‌های پله‌نور در زمان نبرد حلقه جزو مهم‌ترین رخدادهایی بودند که این شهر پشت سر گذاشته است.